# Raymundo Torres
Raymundo Torres Rangel (Guanajuato, Guanajuato, México; 19 de diciembre de 1984) es un futbolista mexicano. Juega como volante y actualmente está en el Alebrijes de Oaxaca del Ascenso MX.

## Clubes
| Club                | País   | Año             |
| ------------------- | ------ | --------------- |
| León FC             | México | 2004 - 2008     |
| Atlante FC          | México | 2008 - 2009     |
| Dorados             | México | 2009 - 2010     |
| Durango             | México | 2010 - 2011     |
| Correcaminos UAT    | México | 2011 - 2012     |
| Atlante FC          | México | 2012            |
| Mérida FC           | México | 2013            |
| Alebrijes Oaxaca    | México | 2013 - 2014     |
| Atlante FC          | México | 2014 - 2015     |
| Alebrijes de Oaxaca | México | 2017 - Presente |

### Campeonatos nacionales
| Título     | Club      | País   | Año  |
| ---------- | --------- | ------ | ---- |
| Ascenso MX | Alebrijes | México | 2017 |

- Datos: Q7299299